# الاعتراف القانوني بالعلاقات المثلية في إفريقيا

العلاقات الجنسية المثلية قانونية
زواج المثليين
توفر أشكال أخرى للاعتراف القانوني بالعلاقات المثلية كالاتحاد المدني أو الشراكة المسجلة (أو المساكنة غير المسجلة)
لا اعتراف
العلاقات الجنسية المثلية غير قانونية
قوانين تجرم لكن لايتم تطبيقها أو قوانين غير واضحة
عقوبة سجنية
السجن المؤبد
عقوبة الإعدام

دارت مناقشات عديدة في جميع أنحاء إفريقيا، ووضِعت مقترحات كثيرة لتشريع زواج المثليين وكذلك الاتحادات المدنية أو الشراكات المسجلة.
حاليا، تُعد جنوب إفريقيا الدولة الوحيدة في إفريقيا التي تعترف قانونيا بزواج المثليين. وبالإضافة إلى ذلك، تعترف وتعقد كل من الأراضي الإسبانية جزر الكناري، سبتة ومليلية، وكذلك الأراضي البرتغالية ماديرا وجزر الأزور، الأراضي الفرنسية مايوت ولارينيون والأراضي فيما وراء البحار البريطانية سانت هيلينا وأسينشين وتريستان دا كونا.
كما يتم الاعتراف بالشراكات المدنية أو الاتحادات بحكم الأمر الواقع في جنوب إفريقيا والأراضي الفرنسية والإسبانية والبرتغالية.

## الوضع الحالي

### على المستوى الوطني
| الحالة القانونية                                                            | الدولة                       | منذ         | عدد سكان الدولة (آخر تعداد سكاني)                |
| --------------------------------------------------------------------------- | ---------------------------- | ----------- | ------------------------------------------------ |
| يتم عقد زواج المثليين (دولة واحدة)                                          | جنوب إفريقيا                 | 2006        | 54,956,900                                       |
| العدد الإجمالي الفرعي                                                       | —                            | —           | 54,956,900 (4.5% من تعداد سكان قارة إفريقيا)     |
| لا اعتراف (46 دولة) * العلاقات الجنسية المثلية غير قانونية                  |                              |             |                                                  |
| الجزائر *                                                                   | —                            | 40,400,000  |                                                  |
| أنغولا                                                                      | —                            | 25,789,024  |                                                  |
| بنين                                                                        | —                            | 10,872,298  |                                                  |
| بوتسوانا                                                                    | —                            | 2,250,260   |                                                  |
| الكاميرون *                                                                 | —                            | 23,439,189  |                                                  |
| الرأس الأخضر                                                                | —                            | 539,560     |                                                  |
| جمهورية إفريقيا الوسطى                                                      | —                            | 4,594,621   |                                                  |
| تشاد *                                                                      | —                            | 13,670,084  |                                                  |
| جزر القمر *                                                                 | —                            | 795,601     |                                                  |
| جيبوتي                                                                      | —                            | 942,333     |                                                  |
| مصر *                                                                       | —                            | 96,474,100  |                                                  |
| غينيا الاستوائية                                                            | —                            | 1,221,490   |                                                  |
| إريتريا *                                                                   | —                            | 4,954,645   |                                                  |
| إثيوبيا *                                                                   | —                            | 102,403,196 |                                                  |
| الغابون *                                                                   | —                            | 1,979,786   |                                                  |
| غامبيا *                                                                    | —                            | 2,051,363   |                                                  |
| غانا *                                                                      | —                            | 27,043,093  |                                                  |
| غينيا *                                                                     | —                            | 12,395,924  |                                                  |
| غينيا بيساو                                                                 | —                            | 1,815,698   |                                                  |
| ساحل العاج                                                                  | —                            | 23,740,424  |                                                  |
| ليسوتو                                                                      | —                            | 2,203,821   |                                                  |
| ليبيريا *                                                                   | —                            | 4,503,000   |                                                  |
| ليبيا *                                                                     | —                            | 6,293,253   |                                                  |
| مدغشقر                                                                      | —                            | 24,894,551  |                                                  |
| مالاوي *                                                                    | —                            | 18,091,575  |                                                  |
| مالي                                                                        | —                            | 14,517,176  |                                                  |
| موريتانيا *                                                                 | —                            | 4,301,018   |                                                  |
| موريشيوس *                                                                  | —                            | 1,262,132   |                                                  |
| المغرب *                                                                    | —                            | 33,848,242  |                                                  |
| موزمبيق                                                                     | —                            | 28,829,476  |                                                  |
| ناميبيا *                                                                   | —                            | 2,113,077   |                                                  |
| النيجر                                                                      | —                            | 20,672,987  |                                                  |
| نيجيريا *                                                                   | —                            | 185,989,640 |                                                  |
| جمهورية الكونغو                                                             | —                            | 5,125,821   |                                                  |
| ساو تومي وبرنسيبي                                                           | —                            | 199,910     |                                                  |
| السنغال *                                                                   | —                            | 15,411,614  |                                                  |
| سيشل                                                                        | —                            | 94,228      |                                                  |
| سيراليون *                                                                  | —                            | 7,075,641   |                                                  |
| الصومال *                                                                   | —                            | 14,317,996  |                                                  |
| جنوب السودان *                                                              | —                            | 12,230,730  |                                                  |
| إسواتيني *                                                                  | —                            | 1,343,098   |                                                  |
| تنزانيا *                                                                   | —                            | 55,572,201  |                                                  |
| توغو *                                                                      | —                            | 7,965,055   |                                                  |
| تونس *                                                                      | —                            | 11,304,482  |                                                  |
| زامبيا *                                                                    | —                            | 16,591,390  |                                                  |
| العدد الإجمالي الفرعي                                                       | —                            | —           | 892,132,983 (73.2% من تعداد سكان قارة إفريقيا)   |
| حظر دستوري على زواج المثليين (8 دول) * العلاقات الجنسية المثلية غير قانونية | بوركينا فاسو                 | —           | 20,107,509                                       |
| حظر دستوري على زواج المثليين (8 دول) * العلاقات الجنسية المثلية غير قانونية | بوروندي *                    | —           | 10,524,117                                       |
| حظر دستوري على زواج المثليين (8 دول) * العلاقات الجنسية المثلية غير قانونية | جمهورية الكونغو الديموقراطية | —           | 78,736,153                                       |
| حظر دستوري على زواج المثليين (8 دول) * العلاقات الجنسية المثلية غير قانونية | كينيا *                      | —           | 49,125,325                                       |
| حظر دستوري على زواج المثليين (8 دول) * العلاقات الجنسية المثلية غير قانونية | رواندا                       | —           | 11,262,564                                       |
| حظر دستوري على زواج المثليين (8 دول) * العلاقات الجنسية المثلية غير قانونية | السودان *                    | —           | 39,578,828                                       |
| حظر دستوري على زواج المثليين (8 دول) * العلاقات الجنسية المثلية غير قانونية | أوغندا *                     | —           | 41,487,965                                       |
| حظر دستوري على زواج المثليين (8 دول) * العلاقات الجنسية المثلية غير قانونية | زيمبابوي *                   | —           | 16,150,362                                       |
| العدد الإجمالي الفرعي                                                       | —                            | —           | 266,972,823 (21.8% من تعداد سكان قارة إفريقيا)   |
| المجموع                                                                     | —                            | —           | 1,214,062,706 (99.6% من تعداد سكان قارة إفريقيا) |

### الدول المعترف بها جزئيا والدول المتنازع عليها
| الحالة القانونية                                          | الدولة                                    | منذ | عدد سكان الدولة (آخر تعداد سكاني)      |
| --------------------------------------------------------- | ----------------------------------------- | --- | -------------------------------------- |
| لا اعتراف (دولتان) * العلاقات الجنسية المثلية غير قانونية | صوماليلاند *                              | —   | 3,508,180                              |
| لا اعتراف (دولتان) * العلاقات الجنسية المثلية غير قانونية | الجمهورية العربية الصحراوية الديمقراطية * | —   | 100,000                                |
| العدد الإجمالي الفرعي                                     | —                                         | —   | 3,608,180 (0.3% من تعداد سكان إفريقيا) |
| العدد الإجمالي                                            | —                                         | —   | 3,608,180 (0.3% من تعداد سكان إفريقيا) |

### الأقاليم في المستوى دون الوطني
| الحالة القانونية                        | الدولة          | الولاية القضائية (الإقليم)              | منذ  | تعداد سكاني (آخر تعداد سكاني)               |
| --------------------------------------- | --------------- | --------------------------------------- | ---- | ------------------------------------------- |
| يتم عقد زواج المثليين (9 ولايات قضائية) | فرنسا           | الأراضي الفرنسية الجنوبية والأنتارتيكية | 2013 | —                                           |
| يتم عقد زواج المثليين (9 ولايات قضائية) | فرنسا           | مايوت                                   | 2013 | 256,518                                     |
| يتم عقد زواج المثليين (9 ولايات قضائية) | فرنسا           | لا ريونيون                              | 2013 | 865,826                                     |
| يتم عقد زواج المثليين (9 ولايات قضائية) | البرتغال        | الأزور                                  | 2010 | 246,772                                     |
| يتم عقد زواج المثليين (9 ولايات قضائية) | البرتغال        | ماديرا                                  | 2010 | 289,000                                     |
| يتم عقد زواج المثليين (9 ولايات قضائية) | إسبانيا         | جزر الكناري                             | 2005 | 2,101,924                                   |
| يتم عقد زواج المثليين (9 ولايات قضائية) | إسبانيا         | سبتة                                    | 2005 | 82,376                                      |
| يتم عقد زواج المثليين (9 ولايات قضائية) | إسبانيا         | مليلية                                  | 2005 | 78,476                                      |
| يتم عقد زواج المثليين (9 ولايات قضائية) | المملكة المتحدة | سانت هيلينا وأسينشين وتريستان دا كونا   | 2017 | 5,633                                       |
| التعداد الإجمالي الفرعي                 | —               | —                                       | —    | 3,926,525 (0.3% من تعداد سكان قارة إفريقيا) |
| التعداد الإجمالي                        | —               | —                                       | —    | 3,926,525 (0.3% من تعداد سكان قارة إفريقيا) |

## التشريعات المستقبلية والتحديات القضائية
موريشيوس: في عام 2016، بحثت لجنة إصلاح القانون في قضية لتقنين زواج المثليين.
 ناميبيا: هناك عدة تحديات قضائية تتعلق بالاعتراف بزواج المثليين التي تم عقدها في جنوب إفريقيا في انتظار قرار من المحكمة العليا.